# تلوين مناعي

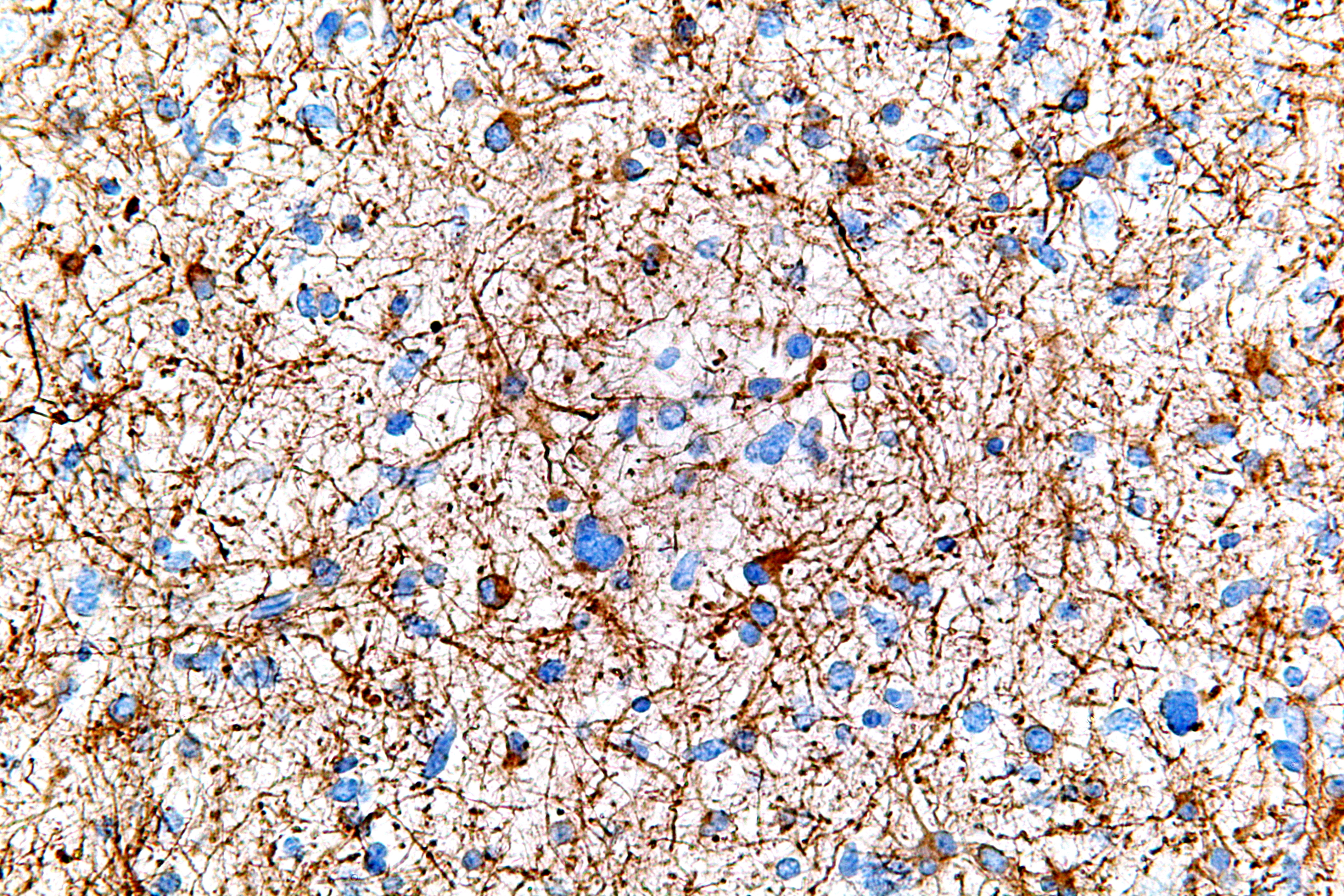
صورة مجهرية مكبرة جدًا لمقطعٍ ملونٍ مناعيًّا بالحمض البروتيني الدبقي اللليفي (GFAP) لورمٍ دماغيٍ يعرف باسم الورم النجمي الكشمي

التلوين المناعي هو مصطلحٌ في الكيمياء الحيوية، يُشير إلى أي استخدامٍ يهدف للكشف عن بروتين معين في عينة تعتمد على الأجسام المضادة. وصف ألبرت كونز مصطلح التلوين المناعي لأول مرة للإشارة إلى التلوين المناعي الكيميائي لأقسام الأنسجة في عام 1941. ومع ذلك، يشمل التلوين المناعي الآن مجموعة واسعة من التقنيات المستخدمة في علم الأنسجة، وعلم الأحياء الخلوي، وعلم الأحياء الجزيئي التي تستخدم طرق تلوين تعتمد على الأجسام المضادة.

## التقنيات

### الكيمياء النسيجية المناعية
الكيمياء النسيجية المناعية (أو الكيمياء الخلوية المناعية، وهي تلوين الخلايا) هي أكثر تقنيات التلوين المناعي شيوعًا. استخدمت هذه الطريقة في البداية الأصبغة الفلورية (انظر التألق المناعي)، لكنها تستخدم حاليًا طرق أخرى غير الأصبغة الفلورية، إحداها استخدام الإنزيمات مثل إنزيم البيروكسيداز (انظر التلوين المناعي بالأكسيداز) والفوسفاتاز القلوية. هذه الإنزيمات قادرة على تحفيز التفاعلات التي تعطي نواتج تفاعلية ملونة يمكن اكتشافها بسهولة عن طريق الفحص المجهري الضوئي. يمكن استخدام العناصر المشعة كواسمات، ويمكن مراقبة رد الفعل المناعي عن طريق التصوير الشعاعي الذاتي.
يعد تحضير الأنسجة أو تثبيتها أمرًا ضروريًا للحفاظ على شكل الخلية وبنية الأنسجة. قد يؤدي التثبيت غير المناسب أو المطول إلى تقليل قدرة ربط الجسم المضاد بشكل ملحوظ. يمكن تثبيت العديد من المستضدات بنجاح في الأنسجة المثبتة بالبارافين المخلوط مع الفورمالين. ومع ذلك، فإن بعض هذه المستضدات لن تبقى سليمة حتى عند إضافة كميات معتدلة من مثبت الألدهيد؛ لذلك يجب تجميد الأنسجة بسرعة باستخدام النيتروجين السائل وتقطيعها باستخدام جهاز التبريد. تشمل مساوئ المقاطع المجمدة الشكل قليل الوضوح، وضعف الدقة عند التكبير العالي، وصعوبة قطع مقاطع البارافين، والحاجة إلى التخزين المجمد. أما بالنسبة للمقاطع الاهتزازية فهي لا تتطلب معالجة للأنسجة باستخدام المذيبات العضوية أو الحرارة العالية، والتي يمكن أن تدمر مولد الضد، أو تعطله عندما يذوب بعد التجميد. من أهم مساوئ المقاطع الاهتزازية هي أن عملية التقسيم بطيئة وصعبة عند التعامل مع الأنسجة الرخوة والضعيفة، وأن علامات الخطوط الاهتزازية تكون ظاهرة غالبًا في المقاطع.
يمكن تحسين العثور على العديد من المستضدات بشكل كبير عن طريق عمليات استرجاع المستضد، وذلك عن طريق كسر بعض الروابط المتقاطعة للبروتين الناتجة عن التثبيت للكشف عن مواقع المستضدات المخفية. يتحقق ذلك عن طريق التسخين لفترات متفاوتة من المرات (استرجاع الحاتمة المستضدية باستخدام الحرارة أو HIER) أو باستخدام هضم الإنزيم (استرجاع الحاتمة المستضدية عن طريق التحلل البروتيني أو PIER).
إحدى الصعوبات الرئيسية في الكيمياء النسيجية الجزيئية هي الحصول على نواتج نوعية أو غير نوعية. يعد تحسين طرق التثبيت، والمعالجة المسبقة بعوامل الحجب، وتضمين الأجسام المضادة التي تحتوي على نسبة عالية من الملح، عوامل مهمة للحصول على تلوين مناعي عالي الجودة.

### قياس التدفق الخلوي
يمكن استخدام مقياس التدفق الخلوي للتحليل المباشر للخلايا التي تعبر عن بروتين محدد أو أكثر. تُضاف إلى الخلايا في المحلول مواد مقوية باستخدام طرق مشابهة لتلك المستخدمة في التألق المناعي، ليبدأ بعد ذلك تحليلها عن طريق قياس التدفق الخلوي.
يتميز قياس التدفق الخلوي بالعديد من المزايا مقارنة بالكيمياء النسيجية الجزيئية، بما في ذلك: القدرة على تحديد مجموعات الخلايا المتميزة من خلال حجمها وتفصيلها، والقدرة على التخلص من الخلايا الميتة، والحساسية الأفضل، وتحليل متعدد الألوان لقياس عدة مستضدات في وقت واحد. ومع ذلك، قد يكون قياس التدفق الخلوي أقل فعالية في الكشف عن مجموعات الخلايا النادرة جدًا، مع وجود فقد للروابط الهيكلية بسبب غياب التقسيم النسيجي. إضافة إلى العبء المادي الكبير الذي يفرضه شراء جهاز مقياس التدفق الخلوي.